# Río Cochiguaz
El río Cochiguaz es un curso de agua que nace en la cordillera de los Andes, fluye en la Región de Coquimbo y descarga sus aguas en el río Claro (Elqui), que a su vez es uno de los formativos del río Elqui, el último de los cursos de agua que drenan la hoya hacia el mar.

## Trayecto
La hoya hidrográfica del río Cochiguaz colinda al este con la del río Incaguaz y al oeste con la del río Claro (Elqui), este último es finalmente el receptor de sus aguas cerca del poblado de Montegrande, donde está la escuela de la infancia de la poetisa Gabriela Mistral.

## Caudal y régimen
La estación El Peñón del río, tiene un área aportante de 440 km²: 96  El informe de la Dirección General de Aguas concluye que "todas las estaciones fluviométricas muestran un régimen nival y presentan sus menores caudales en el mismo período". Y continua, "Corresponde íntegramente a toda la hoya hidrográfica del río Elqui, incluyendo sus principales afluentes: río Claro, estero Derecho, río Cochiguaz, río Turbio, río La Laguna y río Del Toro. En todos estos cauces se observa un régimen nival, con los mayores caudales entre noviembre y febrero en años húmedos. En años secos los caudales tienden a ser más uniformes a lo largo del año, sin mostrar variaciones importantes. El período de estiaje ocurre en meses de invierno, en el trimestre dado por los meses de junio, julio y agosto.": 54 

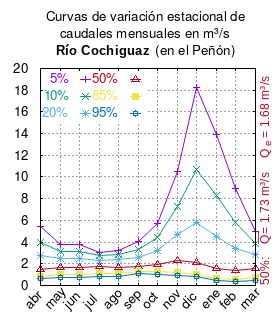
Curvas de variación estacional del río Cochiguaz en la estación El Peñón.

El caudal del río (en un lugar fijo) varía en el tiempo, por lo que existen varias formas de representarlo. Una de ellas son las curvas de variación estacional que, tras largos periodos de mediciones, predicen estadísticamente el caudal mínimo que lleva el río con una probabilidad dada, llamada probabilidad de excedencia. La curva de color rojo ocre (con {\displaystyle {\color {Red}\vartriangle }}) muestra los caudales mensuales con probabilidad de excedencia de un 50%. Esto quiere decir que ese mes se han medido igual cantidad de caudales mayores que caudales menores a esa cantidad. Eso es la mediana (estadística), que se denota Qe, de la serie de caudales de ese mes. La media (estadística) es el promedio matemático de los caudales de ese mes y se denota {\displaystyle {\overline {Q}}}. 
Una vez calculados para cada mes, ambos valores son calculados para todo el año y pueden ser leídos en la columna vertical al lado derecho del diagrama. El significado de la probabilidad de excedencia del 5% es que, estadísticamente, el caudal es mayor solo una vez cada 20 años, el de 10% una vez cada 10 años, el de 20% una vez cada 5 años, el de 85% quince veces cada 16 años y la de 95% diecisiete veces cada 18 años. Dicho de otra forma, el 5% es el caudal de años extremadamente lluviosos, el 95% es el caudal de años extremadamente secos. De la estación de las crecidas puede deducirse si el caudal depende de las lluvias (mayo-julio) o del derretimiento de las nieves (septiembre-enero).

## Historia

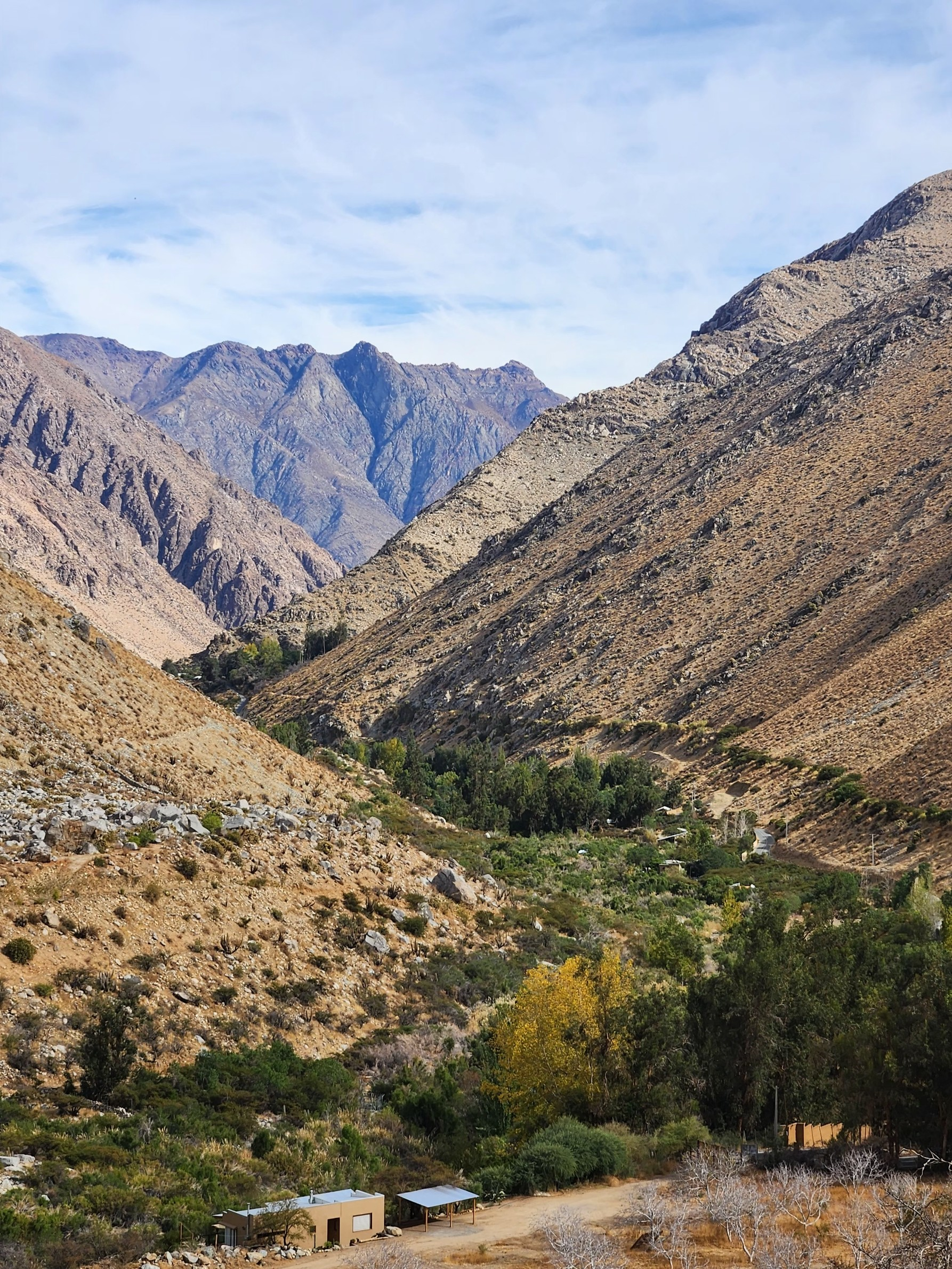
Vista del valle del río Cochiguaz

Francisco Solano Asta-Buruaga y Cienfuegos escribió en 1899 en su obra póstuma Diccionario Geográfico de la República de Chile sobre el río:
Cochiguas.-—Riachuelo del interior de las sierras de los Andes en el departamento de Elqui. Lleva su corto curso y caudal hacia el NO. por un valle estrecho ó abra entre esas sierras, y va á juntarse al Río Claro del mismo departamento frente á la aldea de Monte Grande.

## Población, economía y ecología
El río Cochiguaz ha sido declarado santuario de la naturaleza de Chile.